# Imaginations Through the Looking Glass
Imaginations Through The Looking Glass, Blind Guardians första live-dvd. Spelades in under "Blind Guardian Open Air" sommaren 2003 och släpptes sommaren året efter.